# Mihail Sturdza
Mihail Sturdza o Sturza (Iași, 24 aprile 1794 – Parigi, 8 maggio 1884) è stato un nobile rumeno, principe di Moldavia.

## Biografia
Ministro delle finanze sotto Pavel Dmitrievič Kiselëv, fu nominato gospodaro nel 1834, in seguito alla ritirata dei Russi. Abdicò nel 1849, a causa dei moti rivoluzionari che avevano portato a nuove costituzioni nei principati danubiani. Si trasferì poi a Parigi, dove continuò il suo impegno politico.